# Jiří Hendrich
Jiří Hendrich (14. leden 1979, Hlinsko, Československo) je bývalý český hokejový obránce. Téměř celou kariéru odehrál za prvoligový Hradec Králové, kde s příchodem nového sponzora a extraligové licence po sezóně 2012–2013 ukončil profesionální hokejovou kariéru. Do roku 2019 pokračoval s hokejem v krajské lize, nejdříve za HC Náchod a následně SK Třebechovice pod Orebem.

## Kariéra podle sezon
- 1999–2000 KLH Vajgar Jindřichův Hradec
- 2000–2001 HC Hradec Králové
- 2001–2002 HC Hradec Králové, HC Draci Šumperk
- 2002–2003 HC Hradec Králové
- 2003–2004 HC VČE Hradec Králové
- 2004–2005 HC VČE Hradec Králové
- 2005–2006 HC VČE Hradec Králové
- 2006–2007 HC VČE Hradec Králové
- 2007–2008 HC VCES Hradec Králové
- 2008–2009 HC VCES Hradec Králové, HC Moeller Pardubice
- 2009–2010 HC VCES Hradec Králové
- 2010–2011 HC VCES Hradec Králové
- 2011–2012 HC VCES Hradec Králové
- 2012–2013 Královští lvi Hradec Králové